# Elisabeth Pitz-Savelsberg
Elisabeth Pitz-Savelsberg geb. Savelsberg (* 8. Juli 1906 in Aachen; † 13. Oktober 1996 in Wiesbaden) war eine deutsche Politikerin (CDU).

## Leben und Beruf
Nach dem Abitur studierte Pitz-Savelsberg, die römisch-katholischen Glaubens war, in Köln und Bonn Sozialwissenschaften. Anschließend arbeitete sie ab 1932 in der Berufsberatung und als Jugendbetreuerin beim Arbeits- und Berufsamt in Köln. Mit ihrer Hochzeit 1935 gab sie ihre Berufstätigkeit auf und zog nach Hessen. Nach dem Tode ihres Mannes legte die vierfache Mutter 1948 die wissenschaftliche Lehrerprüfung am Pädagogischen Institut in Darmstadt ab und war anschließend im Schuldienst tätig. 1950 wechselte sie als Dezernentin für Jugendpflege zum Regierungspräsidium Wiesbaden. Zudem war sie Bundesvorsitzende der Frauensportgemeinschaft der katholischen Sportorganisation DJK und engagierte sich in den Vorständen verschiedener Familienverbände.

## Partei
Vor 1933 gehörte Pitz-Savelsberg dem Windthorstbund, der Jugendorganisation des ZENTRUMS an. 1945 beteiligte sie sich an der Gründung der CDU in Wiesbaden. 1947 bis 1950 war sie Landesvorsitzende des Landesfrauenausschusses der CDU, der späteren Frauen-Union.

## Abgeordnete
Pitz-Savelsberg war von 1946 bis 1953 Mitglied des Hessischen Landtags. Dem Deutschen Bundestag gehörte sie von 1953 bis 1969 an. Von 1965 bis 1969 gehörte sie auch der Parlamentarischen Versammlung des Europarates an.

## Ehrungen
- 1972: Großes Verdienstkreuz der Bundesrepublik Deutschland
- 1980: Wilhelm-Leuschner-Medaille

## Veröffentlichungen
- Das erste Ausbildungsförderungsgesetz, herausgegeben vom Deutschen Verein für öffentliche und private Fürsorge, 1970.
- Aufzeichnungen und Erinnerungen. In: Abgeordnete des Deutschen Bundestages. Aufzeichnungen und Erinnerungen, Band 3, Boppard am Rhein, 1985, Seiten 175 bis 296.